# Regno del Portogallo
Il Regno del Portogallo fu una monarchia situata nella penisola iberica, comprendente all'incirca il territorio dell'attuale Portogallo, ed è esistito dal 1139 al 1815 e dal 1825 al 1910.

## Descrizione
Nel 1139, Alfonso Henriques, dopo la battaglia di Ourique, iniziò ad utilizzare il titolo di rex, e nel 1140 invase la Galizia. Alfonso VII di Castiglia, a Valdevez, gli propose una tregua, che fu accettata. Nel 1143, a Zamora, fu sancita la pace, e di fronte al legato del papa Innocenzo II, Guido da Vico, Alfonso VII riconobbe al cugino, Alfonso Henriquez, il titolo di re del Portogallo, mediante il trattato di Zamora. Nel 1179 i termini del trattato di Zamora vennero ufficialmente riconosciuti anche dalla Chiesa cattolica mediante la bolla Manifestis Probatum di Papa Alessandro III. 
Nel 1189 Sancho I conquistò ai Mori i territori della città di Silves, e con essi creò il Regno dell'Algarve, che rimase formalmente in unione personale con il Portogallo sino al 1815. Tuttavia, poco dopo, i Mori si riappropriarono dell'Algarve, che venne definitivamente riconquistato solo nel 1249. I portoghesi realizzarono grandi conquiste coloniali fra la fine del XV e l'inizio del XVI secolo, creando così l'Impero coloniale portoghese.
Tra il 1581 e il 1640, sotto la dinastia asburgica, il regno fu in unione personale con le corone di Aragona e di Castiglia, costituendo la cosiddetta Unione Iberica. L'Unione cessò di esistere quando la nobiltà portoghese si oppose alle politiche centraliste del valido Olivares, eleggendo come proprio re Giovanni IV di Braganza, in opposizione a Filippo III d'Asburgo, dando il via alla Guerra di Restaurazione Portoghese, che si concluse soltanto nel 1668 con il Trattato di Lisbona, il quale riconobbe l'indipendenza del Portogallo.
Nel 1808, a seguito dell'invasione napoleonica, la corte venne spostata, con l'aiuto dei britannici, in Brasile, a Rio de Janeiro, dove rimase in esilio forzato sino al Congresso di Vienna, durante il quale la colonia del Brasile venne trasformata nel Regno del Brasile, che il 16 dicembre 1815 fu unito alle corone di Portogallo e di Algarve, formando così il Regno Unito di Portogallo, Brasile e Algarve. Quest'ultima entità statale si estinse il 29 agosto 1825, con il trattato di Rio de Janeiro, che sancì la ricostituzione del Regno del Portogallo e l'indipendenza dell'Impero del Brasile.
Il regno terminò definitivamente il 5 ottobre 1910 quando, con un colpo di stato rivoluzionario a Lisbona, venne deposto re Manuele II e il Regno venne ufficialmente trasformato nella Repubblica Portoghese. Il giorno dopo Teófilo Braga venne nominato Presidente del governo provvisorio della Repubblica di Portogallo.

## Periodi storici
La storia del regno del Portogallo può essere divisa nei seguenti capitoli:
- Contado Portucalense
- Re portoghesi della dinastia di Borgogna
- Re portoghesi della dinastia di Aviz
- Portogallo nell'età delle scoperte
- Impero portoghese
- Crisi successoria
- Unione Iberica
- Storia del Portogallo dalla Restaurazione all'Età Pombalina
- Crisi del XIX secolo e Rivoluzione

## Case regnanti con relativi re
Casato di Borgogna (1139 - 1385)
- Alfonso I (1139 - 1185)
- Sancho I (1185 - 1211)
- Alfonso II (1211 - 1223)
- Sancho II (1223 - 1247)
- Alfonso III (1247 - 1279)
- Dionigi I (1279 - 1325)
- Alfonso IV (1325 - 1357)
- Pietro I (1357 - 1367)
- Ferdinando I (1367 - 1383)
- Beatrice del Portogallo (regina de jure) e Eleonora (reggente), (1383 - 1385)

Casato di Aviz (1385 - 1580)
- Giovanni I (1385 - 1433)
- Edoardo (1433 - 1438)
- Alfonso V (1438 - 1481)
- Giovanni II (1481 - 1495)
- Manuele I (1495 - 1521)
- Giovanni III (1521 - 1557)
- Sebastiano I (1557 - 1578)
- Cardinal Enrico (1578 - 1580)
- Antonio I (1580)

Casa d'Asburgo (1581 - 1640)
- Filippo I (1581 - 1598)
- Filippo II (1598 - 1621)
- Filippo III (1621 - 1640)

Casato di Braganza (1640 - 1836)
- Giovanni IV (1640-1656)
- Alfonso VI (1656 - 1683)
- Pietro II (1683 - 1706)
- Giovanni V (1706 - 1750)
- Giuseppe I (1750 - 1777)
- Pietro III (re de jure uxoris), (1777 - 1786)
- Maria I (1777 - 1816)
- Giovanni VI (1816 - 1826)
- Pietro IV (1826) (Pietro I del Brasile)
- Maria II (1826 - 1828, prima volta)
- Michele I (1828 - 1834)

Casato di Braganza-Sassonia-Coburgo-Gotha (1836 - 1910)
- Maria II (1834 - 1853, seconda volta)
- Ferdinando II (re de jure uxoris), (1836 - 1853)
- Pietro V (1853 - 1861)
- Luigi I (1861 - 1889)
- Carlo I (1889 - 1908)
- Manuele II (1908 - 1910)